# Vanessa charonia
Vanessa charonia är en fjärilsart som beskrevs av Dru Drury 1773. Vanessa charonia ingår i släktet Vanessa och familjen praktfjärilar. Inga underarter finns listade i Catalogue of Life.